# 401 (Valparaíso)
El servicio 401 es un recorrido de buses urbanos de la ciudad de Gran Valparaíso. Opera entre el Sector Reñaca Alto en la comuna de Viña Del Mar y el Cerro Placeres en la comuna de Valparaíso.
Forma parte de la Unidad 4 del sistema de buses urbanos de la ciudad de Gran Valparaíso, siendo operada por la empresa Transportes Viña Bus S.A.

## Zonas que sirve
|  | Viña Del Mar |
|  | Valparaíso   |

## Recorrido[1]
| - Viña Del Mar - Calle 7 - Av. Sexta - Calle 3 - Av. Segunda - Calle 2 - Av. Primera - Av. Alemania - Camino Internacional - Rotonda Las Maravillas - Las Maravillas - Lago Peñuelas - Sau Sau - Av.Las Azucenas - Las Maravillas - Los Alieles - Dionisio Hernández - Las Camelias - John Kennedy - Los Ángeles - Av. Santa Julia - Rotonda Santa Julia - Av. Alessandri - 15 Norte - San Antonio - Quillota - 1 Norte - Puente Quillota - Quillota - Arlegui - Von Schroeders - Viana - Agua Santa - Valparaíso - Av. Matta | - Valparaíso - Av. Matta - Frankfurt - Viña Del Mar - 21 de Mayo - Lautaro - Diego De Almagro - Los Peumos - Los Cerezos - Barros Arana - Camino Real - Manuel Rodríguez - Av. Matta - Amunategui - Av. Diego Portales - Chorrillos - San José - Agua Santa - Álvarez - Quillota - Av. La Marina - Puente Mercado - 5 Oriente - 6 Oriente - 15 Norte - Av. Alessandri - Rotonda Santa Julia - Av. Santa Julia - Estadio - Campo De Flores - Dionisio Hernández - Los Alieles - Las Maravillas - Av. Las Azucenas - Sau Sau - Lago Peñuelas - Las Maravillas - Camino Internacional - Av. Alemania - Av. Primera - Calle 2 - Av. Sexta - Calle 7 |